# Robert Schultzberg
Rob Schultzberg (Ginebra, Suiza, 3 de enero de 1975) era el baterista original de la banda de rock alternativo Placebo. Tiene orígenes suecos por parte paterna e ingleses por parte materna.
Schultzberg se unió a la banda cuando esta se formó en septiembre de 1994. Con Schultzberg la banda grabó su primera demo en un estudio ("Nancy Boy", "Bruise Pristine", "36 Degrees", "Flesh Mechanic", "Paycheck" y "Teenage Angst") en abril de 1995. Este demo pronto captó la atención de su futuro mánager, Riverman. Sin embargo, el primer demo de la banda fue grabada con Steve Hewitt, antes de que Schultzberg se uniera al grupo. Aquel demo incluía una versión anterior de "Paycheck" y otra canción llamada "Eyesight to the Blind".
El tiempo de Schultzberg en la banda incluyó el registro de los primeros siete temas de la banda, "Bruise Pristine" (Fierce Panda Records), "Come Home" Ep, incluyendo las canciones "Drowning by Numbers" y "Oxygen Thief" (Deceptive Records), el debut del álbum Placebo (Hut Recordings/Caroline US), y la versión sencilla de "Nancy Boy" en el lado B Slackerbitch. Abandonó la banda en octubre de 1996 después de una estresada relación con Brian Molko.
Schultzberg ha estado desde entonces en muchas bandas, incluyendo Lomax con el productor Paul Epworth (voz/guitarra), lanzando el álbum A Symbol of Modern Living en 93Records en noviembre de 2003.
- Datos: Q2745512